# Saturn-Award-Verleihung 1984
Die 11. Saturn-Award-Verleihung fand am 24. März 1984 statt.
Erfolgreichste Produktion mit fünf Auszeichnungen wurde Die Rückkehr der Jedi-Ritter.

## Nominierungen und Gewinner

### Film
| Kategorie                   | Preisträger                             | Film                             | Nominierungen |
| --------------------------- | --------------------------------------- | -------------------------------- | --- |
| Bester Science-Fiction-Film |                                         | Die Rückkehr der Jedi-Ritter     | Das fliegende Auge Projekt Brainstorm Das Geheimnis von Centreville WarGames – Kriegsspiele |
| Bester Horrorfilm           |                                         | Dead Zone                        | Christine Cujo Die unheimliche Macht Unheimliche Schattenlichter |
| Bester Fantasyfilm          |                                         | Das Böse kommt auf leisen Sohlen | Höllenjagd bis ans Ende der Welt Krull Sag niemals nie James Bond 007 – Octopussy |
| Beste Regie                 | John Badham                             | WarGames – Kriegsspiele          | Douglas Trumbull für Projekt Brainstorm David Cronenberg für Dead Zone Richard Marquand für Die Rückkehr der Jedi-Ritter Woody Allen für Zelig                                                                             |
| Bestes Drehbuch             | Ray Bradbury                            | Das Böse kommt auf leisen Sohlen | Jeffrey Boam für Dead Zone Lawrence Kasdan & George Lucas für Die Rückkehr der Jedi-Ritter Bill Conlon & Michael Laughlin für Das Geheimnis von Centreville Lawrence Lasker & Walter F. Parkes für WarGames – Kriegsspiele |
| Beste Spezialeffekte        | Richard Edlund Dennis Muren Ken Ralston | Die Rückkehr der Jedi-Ritter     | Entertainment Effects Group für Projekt Brainstorm Ian Wingrove für Sag niemals nie Lee Dyer für Das Böse kommt auf leisen Sohlen Chuck Comisky, Kenneth Jones & Lawrence E. Benson für Das Geheimnis von Centreville      |
| Beste Musik                 | James Horner                            | Projekt Brainstorm               | Charles Bernstein für Entity – Es gibt kein Entrinnen vor dem Unsichtbaren, das uns verfolgt James Horner für Krull John Williams für Die Rückkehr der Jedi-Ritter James Horner für Das Böse kommt auf leisen Sohlen       |
| Bestes Kostüm               | Aggie Guerard Rodgers Nilo Rodis-Jamero | Die Rückkehr der Jedi-Ritter     | Milena Canonero für Begierde Anthony Mendleson für Krull Tom Rand für The Pirates of Penzance Ruth Myers für Das Böse kommt auf leisen Sohlen                                                                              |
| Bestes Make-Up              | Phil Tippett Stuart Freeborn            | Die Rückkehr der Jedi-Ritter     | Dick Smith & Carl Fullerton für Begierde James R. Scribner für Alpträume Gary Liddiard & James R. Scribner für Das Böse kommt auf leisen Sohlen Ken Brooke für Das Geheimnis von Centreville                               |
| Bester Hauptdarsteller      | Mark Hamill                             | Die Rückkehr der Jedi-Ritter     | Roy Scheider für Das fliegende Auge Christopher Walken für Dead Zone Christopher Reeve für Superman III – Der stählerne Blitz Matthew Broderick für WarGames – Kriegsspiele                                                |
| Beste Hauptdarstellerin     | Louise Fletcher                         | Projekt Brainstorm               | Bess Armstrong für Höllenjagd bis ans Ende der Welt Bobbie Bresee für Grabmal des Grauens Carrie Fisher für Die Rückkehr der Jedi-Ritter Ally Sheedy für WarGames – Kriegsspiele                                           |
| Bester Nebendarsteller      | John Lithgow                            | Unheimliche Schattenlichter      | Jonathan Pryce für Das Böse kommt auf leisen Sohlen Billy Dee Williams für Die Rückkehr der Jedi-Ritter Scatman Crothers für Unheimliche Schattenlichter John Wood für WarGames – Kriegsspiele                             |
| Beste Nebendarstellerin     | Candy Clark                             | Das fliegende Auge               | Natalie Wood für Projekt Brainstorm Maud Adams für James Bond 007 – Octopussy Meg Tilly für Psycho II Annette O’Toole für Superman III – Der stählerne Blitz                                                               |

### Ehrenpreise
| Kategorie                 | Preisträger    | Film | Nominierungen |
| ------------------------- | -------------- | ---- | ------------- |
| George Pal Memorial Award | Nicholas Meyer |      |               |
| President’s Award         | Roger Corman   |      |               |